# 松戸京葉劇場
松戸京葉劇場（まつどけいようげきじょう）は、かつて存在した日本の映画館である。
1971年（昭和46年）前後、千葉県松戸市に松戸弁天劇場（まつどべんてんげきじょう）とともに開館した。一般映画からの転向ではなく、開館当初からの成人映画館であった。

## データ
- 所在地 : 千葉県松戸市根本461番地 弁天会館
北緯35度47分8.99秒 東経139度54分5.85秒 / 北緯35.7858306度 東経139.9016250度
- 経営 : 
  1. 岩山睦（1971年前後 - 1988年）[2][3]
  2. 倉内進（1988年 - 2000年）[4][5]
- 支配人 : 
  1. 田中義一[2]
  2. 大沢建介[6]
  3. 小林了典[3]
  4. 倉内進（1988年 - 2000年）[4][5]
- 構造 : 鉄筋コンクリート6階建[7]
  - 松戸京葉劇場（4階[8][5]） : 200名（1995年[8]・1999年[5]）
  - 松戸弁天劇場 : 不明

## 概要
1971年（昭和46年）前後の時期に、松戸駅東口近くの千葉県松戸市根本461番地に松戸京葉劇場および松戸弁天劇場として開館した。創業者は代表であった岩山睦、最初の支配人は両館とも田中義一であった。松戸京葉劇場では日活ロマンポルノ、松戸弁天劇場では洋画のピンク映画等を上映した。
当時同市内の映画館には、戦前からあった同市内最古の映画館である松戸常盤館（本町16番地4号）、戦後に建てられた輝竜会館松戸大映（のちの輝竜会館シネマ1、松戸1823番地）、輝竜会館松戸バンビ（のちの輝竜会館シネマ2、同）の3館があり、それらはすべて松戸駅の西口側で、同館は初めて東口側にできた映画館であった。
1980年（昭和55年）3月、鉄筋コンクリート6階建の弁天会館を新築しており、松戸京葉劇場は同会館の4階に入居した。1982年（昭和57年）後半に松戸弁天劇場を閉館した。1988年（昭和63年）、松戸京葉劇場の経営は、倉内進に譲渡され、倉内が個人経営による館主と支配人を兼務した。
2000年（平成12年）、松戸京葉劇場を閉館した。以降、同市内の映画館は、松戸サンリオシアター（かつての松戸サンリオ劇場、4スクリーン、本町21番地2号）、松戸シネマサンシャイン（のちのシネマサンシャイン松戸、当時3スクリーン、同）のみになり、独立館主による映画館はすべて消滅した。残ったこれらシネマコンプレックスも2013年（平成25年）1月31日には閉館し、同市内の映画館はすべて消滅した。
同館の入居した弁天会館は、現存している。